# Brigada 5 Călărași (1916-1918)
Brigada 5 Călărași a fost o mare unitate de cavalerie, de nivel tactic, care s-a constituit la 14/27 august 1916, prin mobilizarea unităților și subunităților existente la pace. Din compunerea brigăzii făceau parte Regimentul 9 Călărași și Regimentul 10 Călărași. Brigada a făcut parte din organica Corpului V Armată, fiind dislocată la pace în garnizoana Constanța. :p. 103
La intrarea în război, Brigada 5 Călărași a fost comandată de colonelul Constantin Carataș. Brigada 5 Călărași a participat la acțiunile militare pe frontul român, pe toată perioada războiului, între 14/27 august 1916 - 28 ocotmbrie/11 noiembrie 1918.:passim

## Participarea la operații

### Campania anului 1916
În campania din anul 1916 Brigada 5 Călărași a participat la acțiunile militare în dispozitivul de luptă al Armatei 3, participând la Acțiunile militare din Dobrogea (1916) și Bătălia pentru București. :passim:passim

### Campania anului 1917
În campania din anul 1917 Brigada 5 Călărași a participat la acțiunile militare în dispozitivul de luptă al Armatei 2, participând la Bătălia de la Mărăști. În această campanie, brigada a fost comandată de colonelul '. :passim:passim

## Comandanți
- Colonel  Constantin Carataș
- Colonel   Romulus Scărișoreanu